# Nemirseta
Nemirseta, kuršsky Nimersata, německy Nimmersatt a rusky Немирсета, je jižní vesnická část města Palanga v Klaipėdském kraji v západní Litvě. Geograficky se nachází v nížině Pajurio žemuma na pobřeží Baltského moře na části území regionálního parku Pajūrio regioninis parkas (Přímořský regionální park).

## Historie
Ve 13. století patřila Nemirseta řádu německých rytířů. V roce 1422 se Nemiserta stala hraničním přechodem. Od roku 1434 je zde zmiňován hostinec a sídlo pohraničníků. Před první světovou válkou byla Nemirseta nejsevernějším sídlem Německého císařství. Od 30. let 20. století se zde začalo rozvíjet přímořské letovisko. U hlavní silnice stál populární hotel „Kurhaus“. Během sovětské okupace byla v centru Nemirsety zřízena vojenská jednotka, letní domy přímořského letoviska byly zničeny, postaveny kasárna a „Kurhaus“ byl přestavěn. V současnosti je budova „Kurhaus“ zrenovovaná.

## Další informace
V Nemisertě se nachází rekreační středisko, pláž, vyhlídková terasa na nízkém morénovém výběžku (Nemirsetos kopų ir smiltpievių apžvalgos aikštelė), Kemp Palanga (Palangos kempingas). Východně od Nemirsety se nachází historický etnografický hřbitov Anaičiai (Etnografinės Anaičių kapinės) aj. V Nemirsetě se nachází také vojenská posádka leteckých záchranářů (Karinių oro pajėgų Aviacijos bazės Pirmasis paieškos ir gelbėjimo postas).

## Galerie

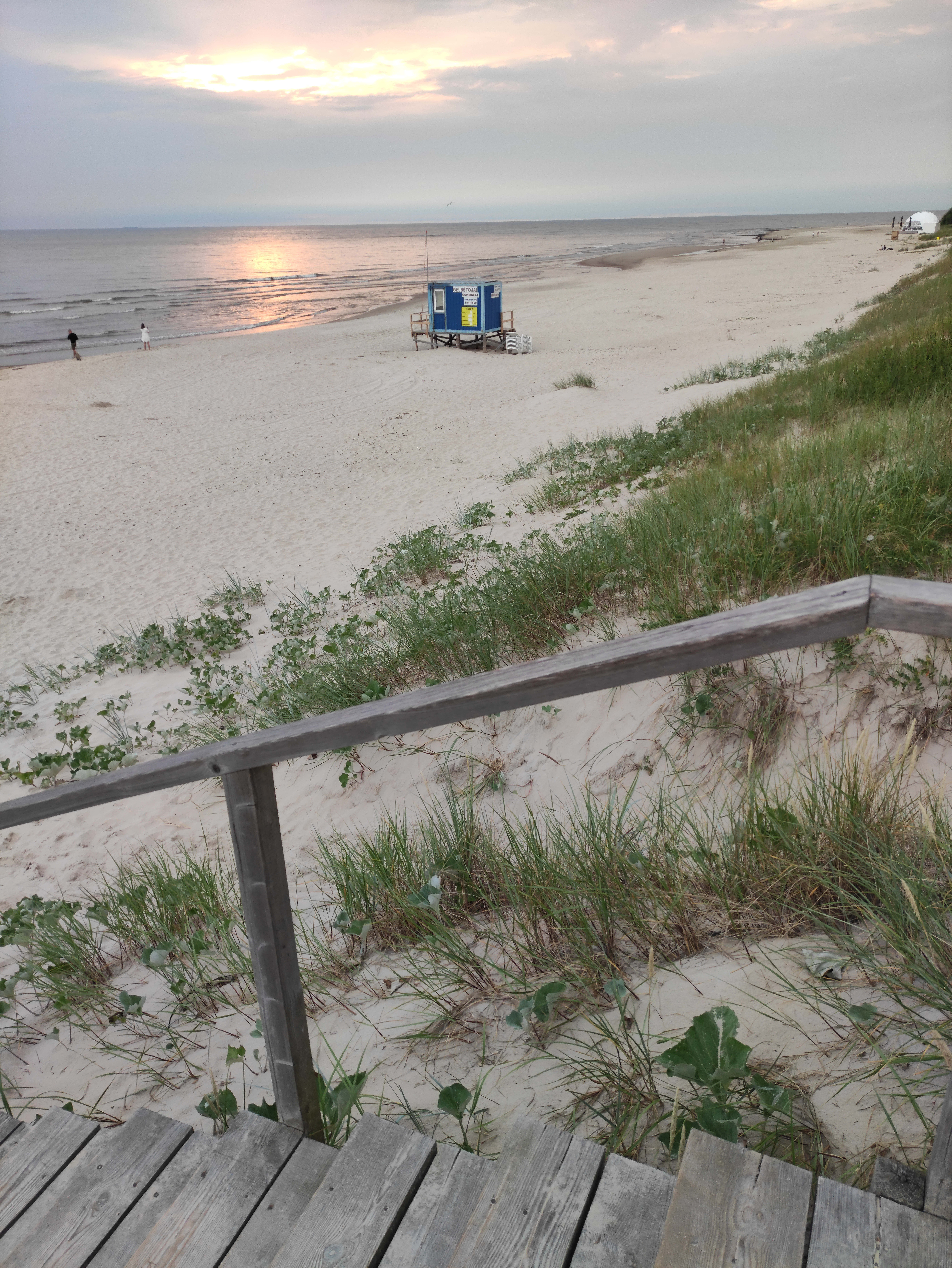
Schůdky na pláž
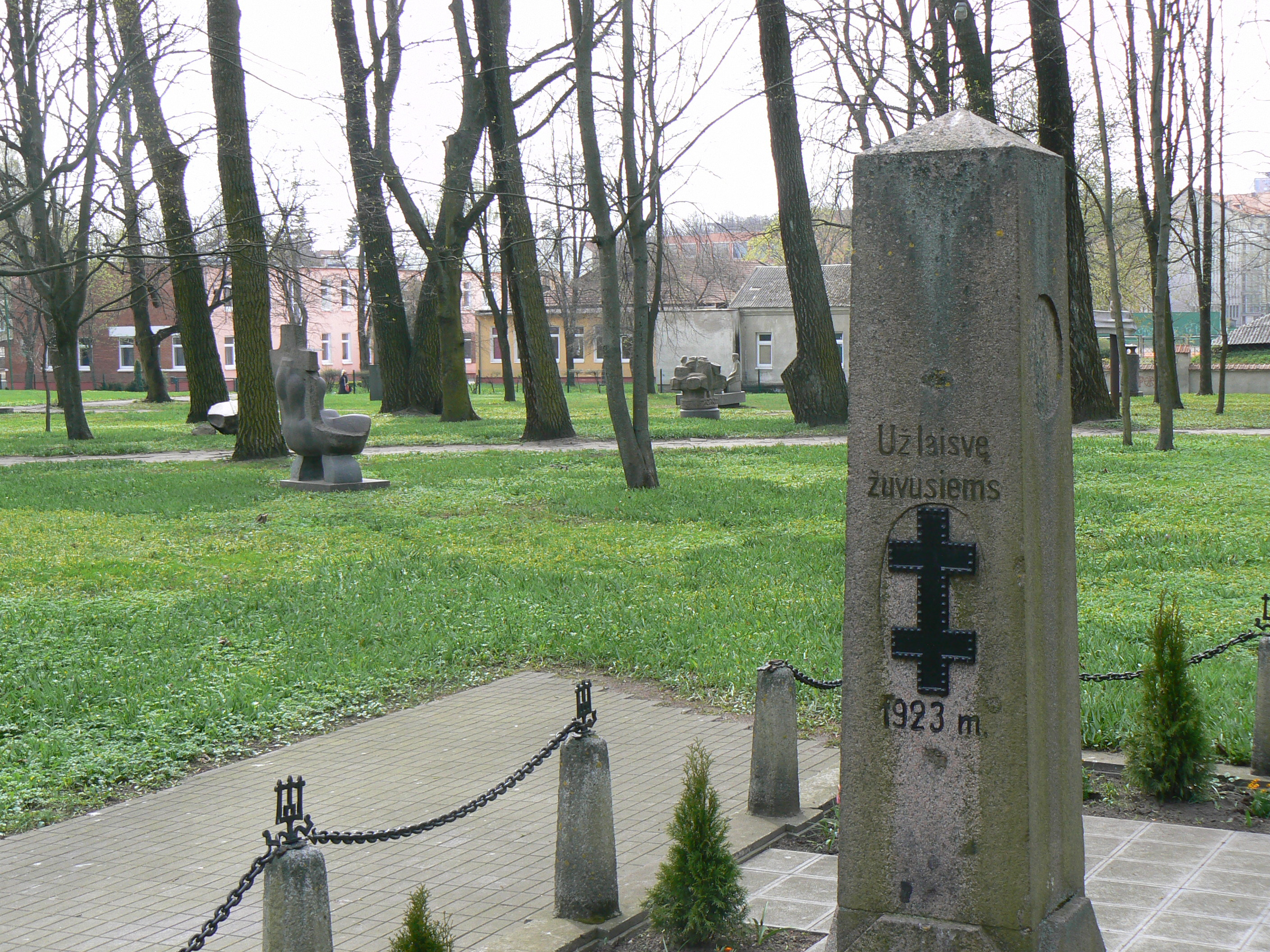
Památníky ve vesnici
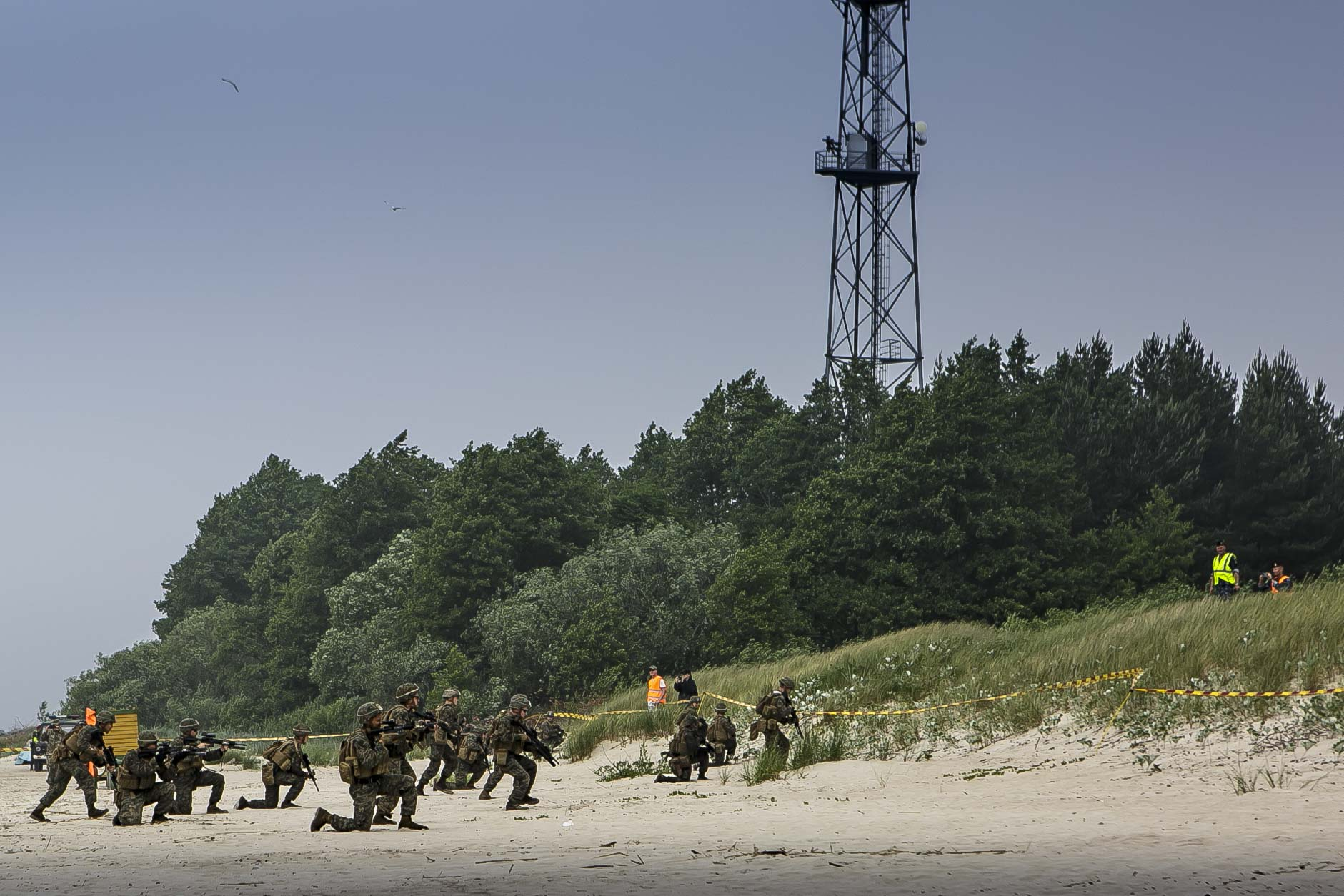
Mezinárodní vojenské cvičení